# Christian Ollivier
Pour les articles homonymes, voir Ollivier.
Christian Ollivier, né en 1961, est un journaliste français. Il a été le directeur du service des sports de RTL, de 1997 à 2022.

## Biographie
Il débute comme journaliste à RTL en 1983. À partir de 1997, il dirige le service des sports de la station, en remplacement de Guy Kédia.
Il présente également le multiplex du championnat de France de football tous les samedis de 19h30 à 23h avec Pascal Praud (jusqu'en 2018). 
À partir de 2020, il présente l'émission On refait le match, programmée le samedi de 18h30 à 20h.
Après un différent avec la direction de RTL, à l'occasion de la Coupe du monde 2022, il se met en arrêt maladie avant de quitter la station quelques mois plus tard. Il est remplacé par Jean-Michel Rascol, au poste de directeur du service des sports,.

### Vie privée
Il est le père de deux enfants, également journaliste. Samuel Ollivier à France Télévisions et Jordan Ollivier à TF1,.

## Récompense
En 2013, il reçoit le Prix du commentateur sportif décerné par l'association des écrivains sportifs. Ce prix est décerné à un journaliste, professionnel, commentateur audiovisuel, aux connaissances et au jugement appréciés qui, dans ses interventions sur le sport, se sera exprimé avec le souci constant de respecter les règles de la langue française.